# Lomcovák
Il Lomcovák è una famiglia di manovre acrobatiche aeree in cui l'aeromobile, in posizione pressoché ferma in condizioni di stallo controllato, ruota attorno a uno dei suoi assi grazie alla precessione e al momento angolare indotto dalla rotazione dell'elica. Questa manovra può essere eseguita anche da pochissimi modelli di aeroplani a reazione appositamente progettati, come ad esempio l'Aermacchi MB-339 in dotazione alla pattuglia delle Frecce Tricolori italiane.

## Etimologia
Il termine è nato da una frase pronunciata nel 1958 da uno dei meccanici del pilota acrobatico cecoslovacco Ladislav Bezák durante uno spettacolo acrobatico a Brno 1958. Quando un giornalista gli chiese come si chiamassero alcune manovre eseguite da Bezák, gli rispose scherzosamente Lomcovaks, termine che significa mal di testa.
Il termine Lomcovat si usa comunemente in Moravia per descrivere il movimento ondeggiante e rotatorio tipico degli ubriachi e Lomcovák è un termine gergale che indica un bicchierino di superalcolico. L'espressione deriva dalla parola lomcovat che significa '"muoversi a scatti; scuotere con violenza" (per esempio come un carcerato che scuote le sbarre della cella). Il termine fa riferimento anche al modo di utilizzare la cloche durante la manovra.
Negli anni quaranta, i piloti acrobatici cecoslovacchi chiamavano la manovra Talířek, "piattino", per descrivere il moto rotatorio orizzontale dell'aeroplano.

## Descrizione
Il Lomcovák è una famiglia di figure a stile libero eseguite durante le manifestazioni acrobatiche; non è contemplato nel catalogo Aresti e quindi non può essere eseguito durante le competizioni acrobatiche sportive.
I Lomcovák provocano un certo disorientamento ai piloti ma entro limiti fisiologici tuttavia sottopongono la struttura dell'aeroplano a uno stress notevole e quindi possono essere eseguiti solo da aeromobili costruiti appositamente per l'acrobazia aerea. Gli effetti peggiori si manifestano sui supporti del motore, sull'albero a gomiti e sull'elica; sono stati riportati molti casi di seri danni riportati da queste parti durante l'esecuzione di un Lomcovák.